# کمیسیون بین‌المللی قضات
کمیسیون بین‌المللی قُضّات (به انگلیسی: International Commission of Jurists)، مخفف: (ICJ)، یک سازمان حقوق بشری غیردولتی است.
در این کمیسیون ۶۰ دادستان و وکیل عضویت دارند که از آن جمله می‌توان مقام‌های ارشد دادگستری از کشورهای استرالیا، کانادا و آفریقای جنوبی را نام برد. مری رابینسون، رئیس‌جمهوری ایرلند، و کمیسر عالی پیشین حقوق بشر سازمان ملل از سال ۲۰۰۸ تا ۲۰۱۰ ریاست این کمیسیون را بر عهده داشت.
از ژانویه ۲۰۱۱، پدرو نیکن (Pedro Nikken) در این سمت، جانشین خانم رابینسون شده‌است.
دبیرخانه کمیسیون بین‌المللی قضات در ژنو سوئیس قرار دارد و کارکنان آن از وکلای مربوط به حوزه‌های قضایی مختلف و سنت‌های گوناگون دادرسی هستند.
دبیرخانه و کمیسیون بین‌المللی قضات در جهت هواداری از تقویت نقش وکلا و قضات برای پیشبرد حقوق بشر و حاکمیت قانون و سیاست‌گذاری در این راستا فعالیت می‌کنند.
از فعالیت‌های این کمیسیون در پیوند با ایران می‌توان به بیانیه مشترک این کمیسیون با سازمان عفو بین‌الملل اشاره کرد که در خردادماه ۱۳۹۰ منتشر شد و در آن، این دو نهاد بین‌المللی خواستار آزادی فوری و بی‌قیدوشرط چند تن از حقوقدانان و وکلای برجسته ایرانی شدند.